# (400329) 2007 UM8
(400329) 2007 UM8 es un asteroide perteneciente al cinturón de asteroides, descubierto el 16 de octubre de 2007 por el equipo del Catalina Sky Survey desde el Catalina Sky Survey, Arizona, Estados Unidos.

## Designación y nombre
Designado provisionalmente como 2007 UM8.

## Características orbitales
2007 UM8 está situado a una distancia media del Sol de 2,531 ua, pudiendo alejarse hasta 2,599 ua y acercarse hasta 2,464 ua. Su excentricidad es 0,026 y la inclinación orbital 11,41 grados. Emplea 1471,42 días en completar una órbita alrededor del Sol.

## Características físicas
La magnitud absoluta de 2007 UM8 es 16,4.